# Osakabukten

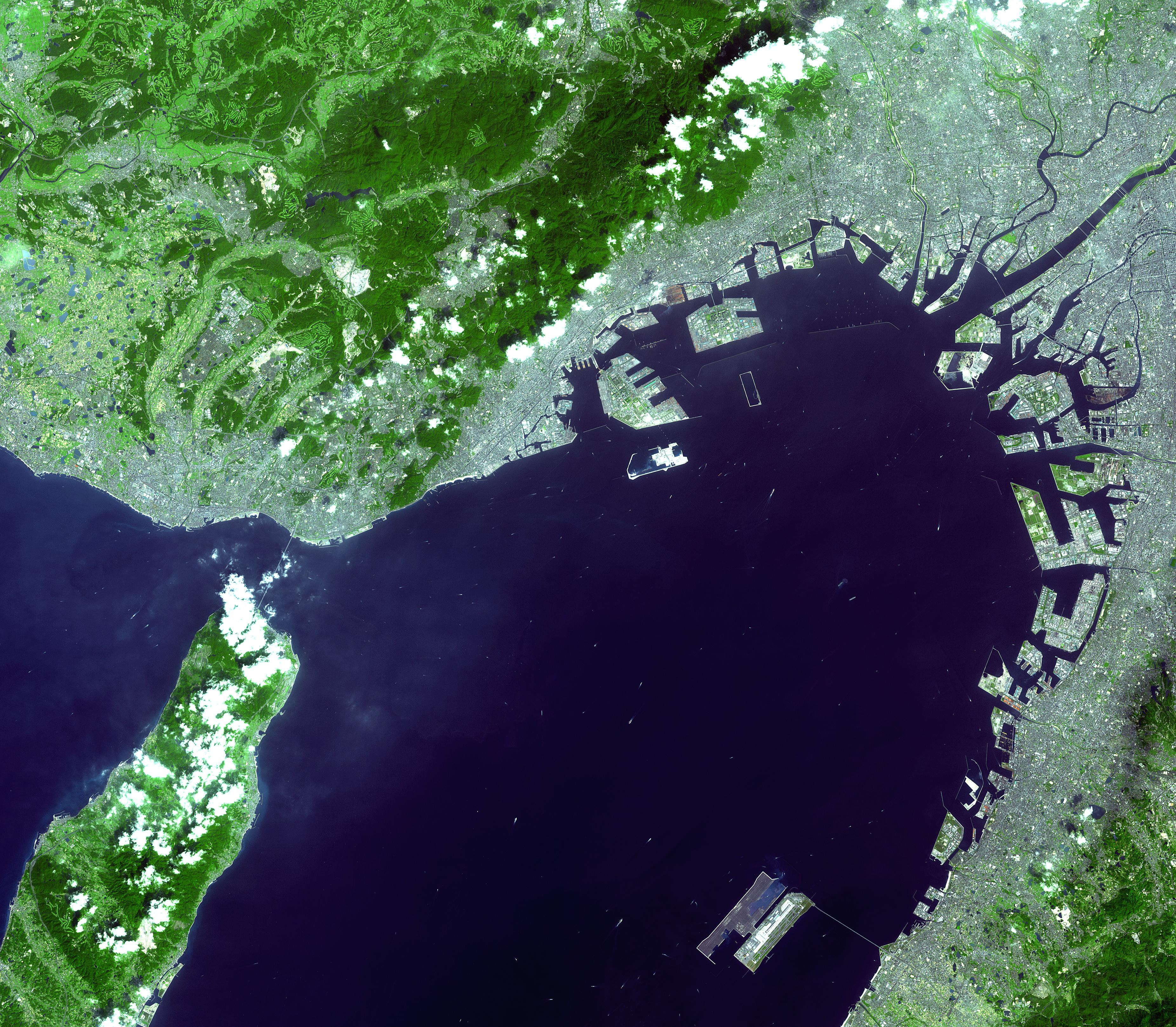
Satellitbild av Osakabukten

Osakabukten (大阪湾, Osaka-wan) är en bukt i västra Japan. Den är en del av Japanska innanhavet (Seto naikai) och separerad från Stilla havet genom Kii-kanalen. Dess västra kust består av ön Awaji och dess nordliga och östra kuster är en del av Kansai-området.
Stora hamnar i Osakabukten är t.ex.  Osaka, Kobe, Nishinomiya, Sakai, Amagasaki och Hannan.
Under de senaste decennierna har ett flertal konstgjorda öar skapats i Osakabukten, bland andra Kansais internationella flygplats, Port Island och Rokko Island.